# 周建屏
周建屏（1892年8月26日—1938年6月13日），原名周宗尧，别名周兴唐、周兴堂等，祖籍江西省金溪县，生于云南省宣威州（今云南省宣威市）倘塘村，中国工农红军和八路军高级将领。

## 生平
周毕业于云南讲武堂第八期，1910年投入云南军队当兵，随部参与辛亥革命，1915年护国战争时在朱德部下任连长，后在云南军中逐渐升任至旅参谋长。1924年弃职返江西祖籍务农，不久又复出，先在黄埔军校第一期学习。1926年冬或1927年春，由朱德介绍参加中国共产党。北伐战争期间，周在国民革命军第四军任营长。
1927年8月1日，周率部参加南昌起义，后在三河坝战役负伤，与部队失散。其后，周前往上海，与中共中央恢复联系。1929年，周被派往闽浙赣苏区担任军事指挥，与方志敏、邵式平等人合作，打下景德镇等多处要地，屡次击败国民革命军。1930年9月，周所部被扩编为红十军，周担任军长。不久，红十军被调往中央苏区，整编成为红十一军，周继续担任军长。1933年10月，红军整编后，周担任红十九师师长，后又调任独立红24师师长，长征开始后率部留在南方进行游击战。
1935年，周在一次战斗中负重伤，被送往上海抢救，次年伤愈后赴延安，任抗大第二科科长。抗日战争爆发后，周被任命为八路军115师343旅副旅长，参加了平型关战役。1937年年底，周率部开创了晋察冀边区四分区。

## 逝世、纪念
1938年因旧伤复发，周建屏在河北省平山县小觉镇病逝，终年46岁。遗体安葬于小觉镇烈士公墓。侵华日军曾三次毁坏周建屏墓，中国民众三次修复。1953年，迁葬于华北军区烈士陵园。小觉镇后改名为建屏镇。
1940年，晋察冀边区政府在获鹿县（今鹿泉区）牛山设立建屏县。1945年，县域调整，重组建屏县，至1950年代并入平山县。中华人民共和国民政部追认为革命烈士。

## 家庭
周建屏的女儿周彩花在江西出生后，被留于江西，与父母离散多年，至周建屏逝世未能团聚。2015年，85岁的周彩花以抗日英烈子女身份参加抗战胜利70周年阅兵。